# Konvooien tijdens de Tweede Wereldoorlog

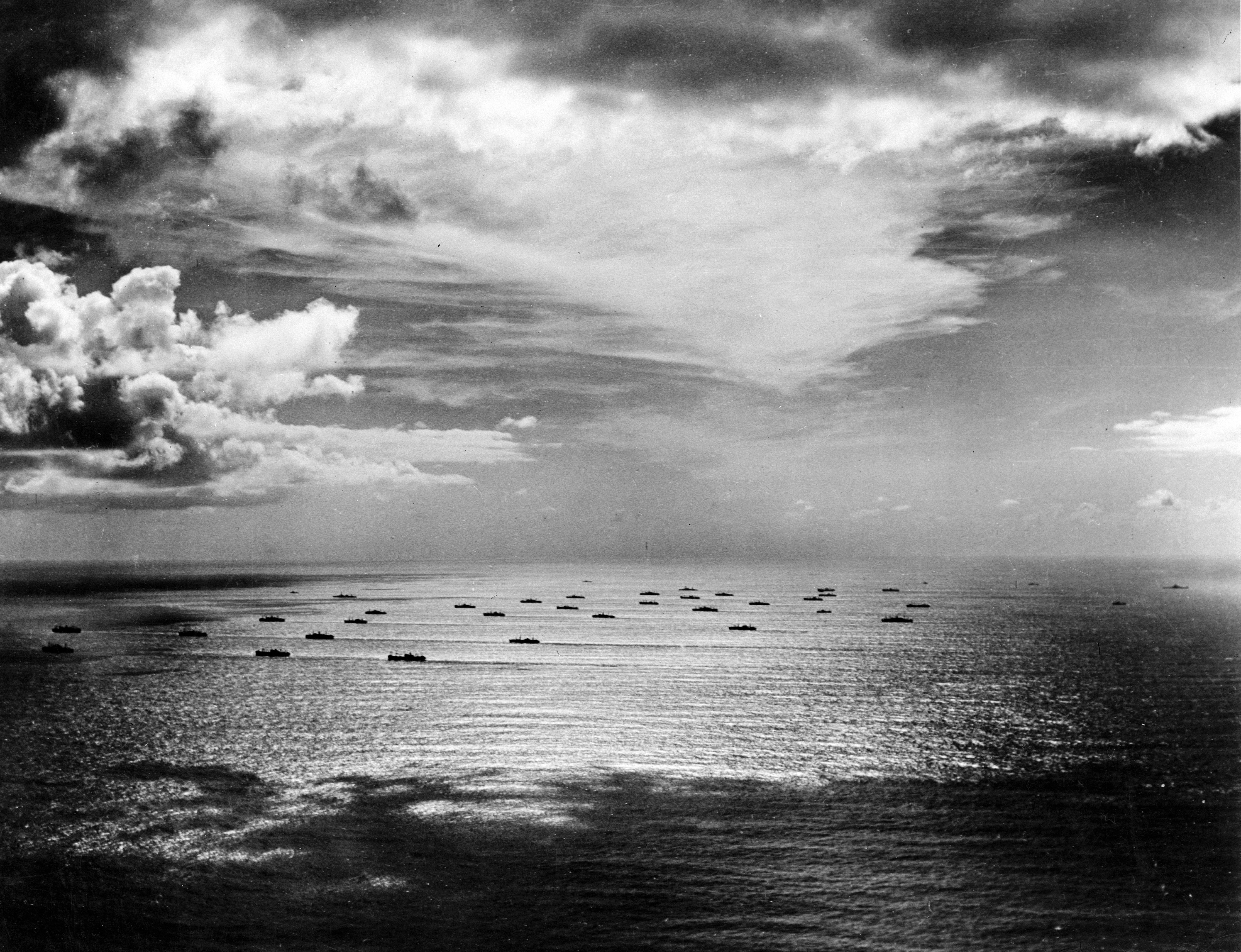
Konvooi in 1942

Tijdens de Tweede Wereldoorlog voeren geallieerde schepen in konvooi om minder kwetsbaar te zijn  voor aanvallen door Duitse onderzeeboten.
De meeste Duitse aanvallen op geallieerde konvooien vonden plaats tussen 1939 en 1943. Nadien wisten de geallieerden zich steeds beter te verdedigen tegen de Rudeltaktik van de Duitse onderzeeboten.
Er bestonden destijds meer dan 200 konvooiroutes. Elk konvooi werd aangeduid met twee of meer markeringsletters. Dit was de gebruikelijke letterbetekenis voor het vertrek en de bestemmingshavens, dat wil zeggen de AB-konvooien voeren van Aden naar Bombay en de BA-konvooien keerden van Bombay terug naar Aden. Maar ook werd H gebruikt voor Home (huiswaarts) en O voor Outward (uitgaand), dat wil zeggen HX die voor (Home) Huiswaarts wordt bedoeld voor Halifax, Nova Scotia, Canada. Het van letters voorziene konvooi werd ook gebruikt om op de snelheid van het konvooi te wijzen. De HX-konvooien waren altijd snellere konvooien en degenen met de SC-markering, waren langzamere konvooien.
De konvooien werden genummerd op het moment dat zij de haven verlieten. bijvoorbeeld BA-2 of HX-220. Sommige drukbevaren routes eindigden met een volgnummer boven de 100, zoals de HX-, SC- en OB-konvooien.

## Code	  -    Route      -	  Gebied
- AS -   Verenigde Staten   -   Freetown   -   Centraal Atlantische Oceaan
- BC -    Beira, Mozambique  -  Kaapstad, Zuid-Afrika  -  Indische Oceaan
- BD -    Archangelsk  -  Dikson (Russische Kustkonvooi)  - Noordelijke IJszee
- BRN -    Braziliaanse kustkonvooien    -	Zuid-Atlantische Oceaan
- BS  -    Brest  -  Casablanca   -  Noord-Atlantische Oceaan
- BT  -    Bahia, Brazilië   -   Trinidad, Zuid-Atlantische Oceaan / Caraïben
- BTC -    Groot-Brittannië kustkonvooien  -
- BX  -    Boston  -  Halifax  -   Noord-Atlantische Oceaan
- CB  -    Colombo, Sri Lanka  -  Bombay, India  -  Indische Oceaan
- CD  -    Kaapstad   -   Durban   -  Indische Oceaan
- CU  -    Caraïben   -   Groot-Brittannië   -  Centraal-Atlantische Oceaan
- DN  -    Durban     -   Noordwaarts
- EBC -    Het Engelse Kanaal
- FN  -    Freetown    -   Natal, Brazilië (of Natal, Zuid-Afrika)
- FS  -    Methil - Southend-on-Sea, Engeland
- GTX -    Gibraltar  -  Tripoli, Libanon  -  Alexandrië, Egypte, Middellandse Zee
- HG -    Gibraltar   -   Groot-Brittannië
- HX -    Halifax / New York   -   Groot-Brittannië   -   Noord-Atlantische Oceaan
- JT  -    Rio de Janeiro, Brazilië   -   Trinidad   -  Centraal-Atlantische Oceaan
- JW  -    Loch Ewe, Groot-Brittannië  -  Baai van Kola, Rusland -  Noordelijke IJszee
- KB  -    Baai van Kola   -   Witte Zee, (Rusland)  -  Noordelijke IJszee
- KMF -    Groot-Brittannië   -  Middellandse Zee (snelle konvooiroute)
- KMS -    Groot-Brittannië   -  Middellandse Zee (langzame konvooiroute) - Noord-Atlantische Oceaan
- MH  -    Engelse kust
- MKF -    Middellandse Zee  -  Groot-Brittannië (snelle konvooiroute)
- OA  -    Southend   -   Uitgaand, (Noord-Amerika)
- OB  -    Liverpool  -  Uitgaand, (Noord-Amerika)  -  Noord-Atlantische Oceaan
- OG  -    Groot-Brittannië   -   Gibraltar	  -   Noord-Atlantische Oceaan
- OS  -    Groot-Brittannië   -   Freetown
- PK  -    Petsjenga, (Kirkenes)   -   Baai van Kola   -  Noordelijke IJszee
- PQ  -    IJsland   -   Rusland     -   Noordelijke IJszee
- QP  -    Rusland       -   IJsland     -   Noordelijke IJszee
- RA  -    Baai van Kola, Rusland    -   Loch Ewe, Groot-Brittannië  -  Noordelijke IJszee
- RU  -    Reykjavik, Finland  -  Groot-Brittannië  -  Noord-Atlantische Oceaan
- SC  -    Sydney, Canada   -   Groot-Brittannië
- SL  -    Sierra Leone (Freetown)   -   Groot-Brittannië
- TBC -    Engelse kust
- TE  -    Engelse kust
- TS  -    Sekondi-Takoradi, Ghana  -  Freetown   -   West-Afrika
- UR  -    Groot-Brittannië  -  Reykjavik  -  Noord-Atlantische Oceaan

## Duitse aanvallen in Tweede Wereldoorlog
In de onderstaande tabel staat een overzicht van Duitse onderzeebootaanvallen op geallieerde schepen in konvooiverband tijdens de Tweede Wereldoorlog. Schepen werden ook aangevallen door Duitse oorlogsschepen als de Admiral Scheer die zeven schepen van konvooi HX-84 tot zinken heeft gebracht. Verder gingen schepen verloren door aanvallen met hulpkruisers, vliegtuigen en zeemijnen.
| Konvooi | Datum             | U-boten    | Scheepsverliezen               |
| ------- | ----------------- | ---------- | ------------------------------ |
| OB-4    | 15 september 1939 | 1 U-boot   | 1 schip, totaal 4.060 ton      |
| HX-65   | 24 augustus 1940  | 3 U-boten  | 1 schip, totaal 6.666 ton      |
| HX-65A  | 25 augustus 1940  | 3 U-boten  | 4 schepen, totaal 23.151 ton   |
| HX-72   | 20 september 1940 | 9 U-boten  | 11 schepen, totaal 72.727 ton  |
| SC-7    | 16 oktober 1940   | 7 U-boten  | 20 schepen, totaal 79.592 ton  |
| HX-79   | 19 oktober 1940   | 5 U-boten  | 12 schepen, totaal 75.069 ton  |
| HX-90   | 1 december 1940   | 7 U-boten  | 11 schepen, totaal 73.958 ton  |
| SC-26   | 1 april 1941      | 8 U-boten  | 10 schepen, totaal 51.969 ton  |
| OB-318  | 7 mei 1941        | 4 U-boten  | 10 schepen, totaal 55.347 ton  |
| HX-126  | 19 mei 1941       | 11 U-boten | 9 schepen, totaal 51.862 ton   |
| OG-69   | 24 juli 1941      | 8 U-boten  | 7 schepen, totaal 11.303 ton   |
| OG-71   | 17 augustus 1941  | 8 U-boten  | 10 schepen, totaal 15.185 ton  |
| SC-42   | 9 september 1941  | 19 U-boten | 16 schepen, totaal 68.259 ton  |
| HG-73   | 19 september 1941 | 5 U-boten  | 10 schepen, totaal 25.818 ton  |
| SC-48   | 15 oktober 1941   | 13 U-boten | 11 schepen, totaal 49.835 ton  |
| HG-76   | 16 december 1941  | 10 U-boten | 4 schepen, totaal 18.383 ton   |
| ONS-67  | 21 februari 1942  | 6 U-boten  | 8 schepen, totaal 54.750 ton   |
| ONS-92  | 11 mei 1942       | 6 U-boten  | 7 schepen, totaal 36.284 ton   |
| ONS-100 | 8 juni 1942       | 6 U-boten  | 5 schepen, totaal 20.478 ton   |
| PQ-17   | 1 juli 1942       | 9 U-boten  | 16 schepen, totaal 102.311 ton |
| ON-115  | 29 juli 1942      | 12 U-boten | 3 schepen, totaal 21.456 ton   |
| SC-94   | 5 augustus 1942   | 17 U-boten | 11 schepen, totaal 53.421 ton  |
| ON-127  | 9 september 1942  | 12 U-boten | 8 schepen, totaal 51.619 ton   |
| PQ-18   | 12 september 1942 | 5 U-boten  | 3 schepen, totaal 19.689 ton   |
| SC-100  | 18 september 1942 | 17 U-boten | 5 schepen, totaal 26.331 ton   |
| QP-14   | 20 september 1942 | 7 U-boten  | 6 schepen, totaal 23.474 ton   |
| SC-104  | 12 oktober 1942   | 17 U-boten | 8 schepen, totaal 43.970 ton   |
| HX-212  | 26 oktober 1942   | 13 U-boten | 6 schepen, totaal 51.918 ton   |
| SL-125  | 27 oktober 1942   | 10 U-boten | 12 schepen, totaal 80.005 ton  |
| SC-107  | 30 oktober 1942   | 16 U-boten | 15 schepen, totaal 82.817 ton  |
| ONS-144 | 15 november 1942  | 13 U-boten | 6 schepen, totaal 26.321 ton   |
| ON-153  | 15 december 1942  | 13 U-boten | 4 schepen, totaal 19.551 ton   |
| ONS-154 | 26 december 1942  | 19 U-boten | 14 schepen, totaal 69.893 ton  |
| TM-1    | 3 januari 1943    | 14 U-boten | 7 schepen, totaal 56.453 ton   |
| SC-118  | 4 februari 1943   | 20 U-boten | 11 schepen, totaal 59.765 ton  |
| ON-166  | 21 februari 1943  | 19 U-boten | 14 schepen, totaal 88.001 ton  |
| UC-1    | 22 februari 1943  | 11 U-boten | 3 schepen, totaal 26.682 ton   |
| SC-121  | 6 maart 1943      | 26 U-boten | 12 schepen, totaal 55.661 ton  |
| HX-228  | 10 maart 1943     | 19 U-boten | 5 schepen, totaal 25.515 ton   |
| UGS-6   | 12 maart 1943     | 17 U-boten | 4 schepen, totaal 28.018 ton   |
| HX-229  | 16 maart 1943     | 43 U-boten | 13 schepen, totaal 93.502 ton  |
| SC-122  | 17 maart 1943     | 43 U-boten | 9 schepen, totaal 53.094 ton   |
| RS-3    | 27 maart 1943     | 7 U-boten  | 3 schepen, totaal 15.389 ton   |
| ONS-5   | 28 april 1943     | 55 U-boten | 13 schepen, totaal 61.958 ton  |
| TS-37   | 30 april 1943     | 1 U-boot   | 7 schepen, totaal 43.255 ton   |